# 梅德韋扎 (德羅霍貝奇區)
49°24′28″N 23°22′55″E / 49.40778°N 23.38194°E

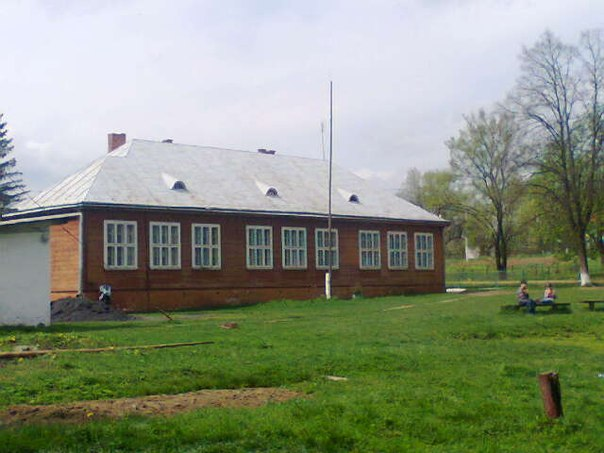

梅德韋扎（烏克蘭語：Медвежа），是烏克蘭的村落，位於該國西部利沃夫州，由德羅霍貝奇區負責管轄，始建於1453年，面積16.8平方公里，2001年人口736，人口密度每平方公里43.81人。